# Sayuri (Sängerin)

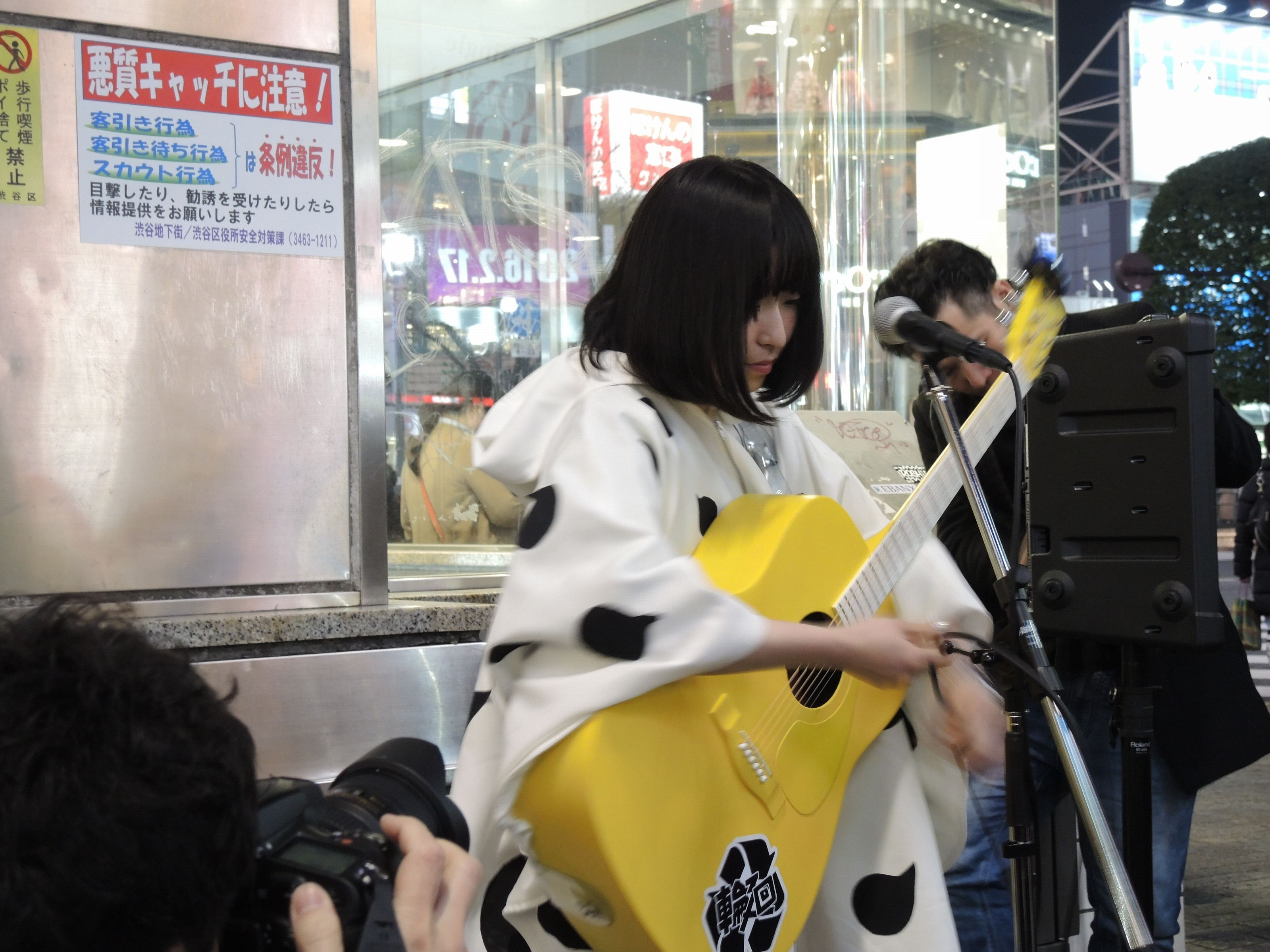
Sayuri bei einem Auftritt in Shibuya (2016)

Sayuri (さユり, * 7. Juni 1996 in Fukuoka, Präfektur Fukuoka; † 20. September 2024) war eine japanische Sängerin und Songwriterin.

## Biografie
Sayuri wurde am 7. Juni 1996 in Fukuoka geboren. In der sechsten Klasse begann sie mit dem Gitarrespielen, nachdem sich die Idol-Gruppe Kanjani Eight formiert hatte, was ihr eigenes Interesse an Musik weckte. Auf der Mittelschule begann sie erstmals eigene Lieder zu schreiben, die stilistisch an Kanjani Eight erinnerten.
Sie schloss sich dem Akustikduo LONGTAL aus Fukuoka an und spielte Konzerte in den Straßen und Live Houses in Hiroshima, Nagoya und Osaka. Zur gleichen Zeit verließ sie die Oberschule ohne Abschluss. 2015 erklärte Sayuri auf Twitter, dass sie ihren Oberschul-Abschluss nachgeholt habe. Im Jahr 2012 erhielt Sayuri als Musikerin von LONGTAL den Grand Prix bei den fünften Music Revolution, einem Musikwettbewerb, welcher von Yamaha Music gesponsert wurde. Nach dem Gewinn dieser Auszeichnung begann Sayuri eine Karriere als Independent-Musikerin und nahm das Pseudonym Sanketsu Shōjo Sayuri (酸欠少女さユり) an.
Sayuri zog im Jahr 2013 in die japanische Hauptstadt Tokio. Ihr erstes Konzert gab Sayuri im März 2015 im Tatsuya O-East. Später im gleichen Jahr, nach ihrem 18. Geburtstag, erfolgte ihr Major-Debüt mit der Herausgabe ihrer ersten Single Mikazuki, welche als musikalische Untermalung in der Abspannsequenz der Anime-Fernsehserie Rampo Kitan: Game of Laplace genutzt wurde.
Im Dezember 2016 arbeitete sie mit dem Radwimps-Sänger Yōjirō Noda an ihrer vierten Single Furaregai Girl. Noda hatte bereits das Lied komponiert und den dazugehörigen Text geschrieben, gab aber in einem Interview zu, „das Lied nicht singen zu können.“ Stattdessen suchte er nach dem wahren Besitzer des Liedes und fand ihn durch Zufall in Sayuri. Laut Noda war er zeitgleich mit Sayuri im Aufnahmestudio und hörte eine ihrer CDs. In diesem Moment, so Noda, war klar, dass es ihr Lied sei. Im März 2017 erschien mit Parallel Line ihre fünfte Single, die im Abspann des Anime Scum’s Wish zu hören ist. Im Mai 2017 erschien ihr Debütalbum Mikazuki no Koukai, welches auf Anhieb Platz drei der japanischen Albumcharts erreichte. Ihre 2018 veröffentlichte Single Tsuki no Hanataba fand als Titellied im Anime Fate/Extra Last Encore Verwendung. Am 6. Juli 2018 spielte sie ein Konzert in den Vereinigten Staaten im Rahmen des Anisong World Matsuri während der Anime Expo. Gemeinsam mit der japanischen Band My First Story arbeitete Sayuri an der Single Reimei, welche in der zweiten Vorspannsequenz der Anime-Fernsehserie Golden Kamuy zu hören ist. Im Rahmen der Animagic, die vom 2. bis 4. August 2019 in Mannheim stattfand, spielte sie ihre ersten beiden Konzerte in Deutschland und feierte damit ihre Europakonzertpremiere.
Sayuri ist Gastsängerin im Lied Me & Creed <nZkv> von Hiroyuki Sawano, das für das Smartphonespiel Blue Exorcist: Damned Chord produziert wurde. Sayuri sang mit Koukai no Uta das Abspannlied zur vierten Staffel der Anime-Fernsehserie My Hero Academia. Im Juni 2020 erschien ihr Hikigatari-Album Me. Im Jahr 2021 veröffentlichte Sayuri das Lied Sekai no Himitsu, das als musikalischer Abspann der Anime-Fernsehserie Edens Zero zu hören ist. Im August 2022 erschien nach fünf Jahren ihr zweites Album Sanketsu Shōjo zeitgleich mit dem Lied Hana no Tō; es ist im Abspann der Original-Anime-Fernsehproduktion Lycoris Recoil zu hören.
Im März 2024 heiratete sie den Musiker Amaarashi. Vier Monate später kündigte sie aufgrund einer diagnostizierten funktionellen Dysphonie eine musikalische Schaffenspause auf unbestimmte Zeit an. Sayuri starb am 20. September 2024 im Alter von 28 Jahren.

## Diskografie

### Studioalben
| Jahr | Titel Musiklabel                                                      | Höchstplatzierung, Gesamtwochen, AuszeichnungChartsChartplatzierungen (Jahr, Titel, Musiklabel, Platzierungen, Wochen, Auszeichnungen, Anmerkungen) | Anmerkungen                           |
| Jahr | Titel Musiklabel                                                      | JP | Anmerkungen                           |
| ---- | --------------------------------------------------------------------- | --- | ------------------------------------- |
| 2017 | Mikazuki no Koukai (ミカヅキの航海) Crescent Moon Voyage Ariola Japan | JP3 (17 Wo.)JP | Erstveröffentlichung: 17. Mai 2017    |
| 2022 | Sanketsu Shōjo (酸欠少女) Hypoxia Girl Ariola Japan                   | JP13 (19 Wo.)JP | Erstveröffentlichung: 10. August 2022 |

### Hikigatari Alben
| Jahr | Titel Musiklabel     | Höchstplatzierung, Gesamtwochen, AuszeichnungChartsChartplatzierungen (Jahr, Titel, Musiklabel, Platzierungen, Wochen, Auszeichnungen, Anmerkungen) | Anmerkungen                        |
| Jahr | Titel Musiklabel     | JP | Anmerkungen                        |
| ---- | -------------------- | --- | ---------------------------------- |
| 2020 | Me (め) Ariola Japan | JP3 (11 Wo.)JP | Erstveröffentlichung: 3. Juni 2020 |

### Singles
| Jahr | Titel Album                                                                                           | Höchstplatzierung, Gesamtwochen, AuszeichnungChartsChartplatzierungen (Jahr, Titel, Album, Platzierungen, Wochen, Auszeichnungen, Anmerkungen) | Anmerkungen                             |
| Jahr | Titel Album                                                                                           | JP | Anmerkungen                             |
| ---- | --- | --- | --------------------------------------- |
| 2015 | Mikazuki (ミカヅキ) Crescent Moon Mikazuki no Koukai                                                  | JP20 Gold (Digital) · (13 Wo.)JP | Erstveröffentlichung: 26. August 2015   |
| 2016 | Sore wa Chiisana Hikari no Youna (それは小さな光のような) It Is Like A Small Light Mikazuki no Koukai | JP17 (10 Wo.)JP | Erstveröffentlichung: 24. Februar 2016  |
| 2016 | Furaregai Girl (フラレガイガール) Girl Who Should Be Rejected Mikazuki no Koukai                      | JP17 (9 Wo.)JP | Erstveröffentlichung: 7. Dezember 2016  |
| 2017 | Parallel Line (平行線) Heikousen Mikazuki no Koukai                                                   | JP10 (8 Wo.)JP | Erstveröffentlichung: 1. März 2017      |
| 2018 | Tsuki to Hanataba (月と花束) Moon and Bouquet Sanketsu Shōjo                                          | JP10 (9 Wo.)JP | Erstveröffentlichung: 28. Februar 2018  |
| 2019 | Koukai no Uta (航海の唄) About a Voyage Sanketsu Shōjo                                                | JP12 (9 Wo.)JP | Erstveröffentlichung: 27. November 2019 |
| 2021 | Sekai no Himitsu (世界の秘密) World Secret Sanketsu Shōjo                                             | JP10 (3 Wo.)JP | Erstveröffentlichung: 8. September 2021 |
| 2022 | Hana no Tō (花の塔) Flower Tower Sanketsu Shōjo                                                       | JP— Gold (Digital) + Gold (Streaming)JP | Erstveröffentlichung: 3. Juli 2022      |